# سه زن
سه زن فیلمی به کارگردانی و تهیه‌کنندگی منیژه حکمت و نویسندگی نغمه ثمینی، منیژه حکمت و داریوش عیاری ساخته سال ۱۳۸۶ است. این فیلم در مهر ۱۳۸۷ بر روی پرده سینما رفت است.

## خلاصه فیلم
فیلم سه زن روایتگر زندگی زنی به اسم مینو است که به‌دنبال دختر خود است.

## جشنواره‌ها
فیلم سه زن در بیست و هفتمین دوره جشنواره فیلم فجر (۱۳۸۶) در بخش بهترین عکاسی امیر عابدی برنده سیمرغ بلورین جشنواره شده‌است.